# Qaschqai

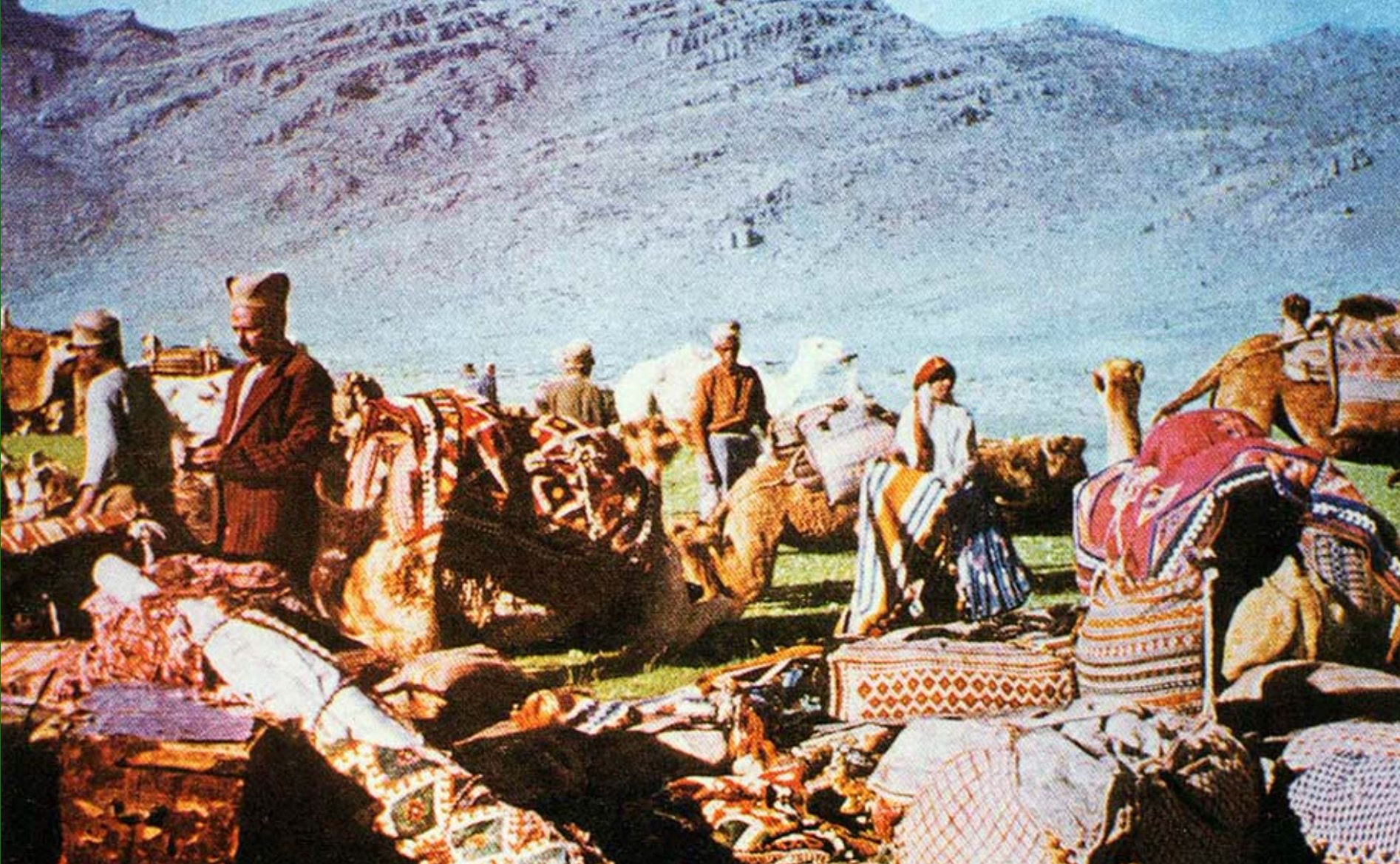
Karawane der Qaschqai

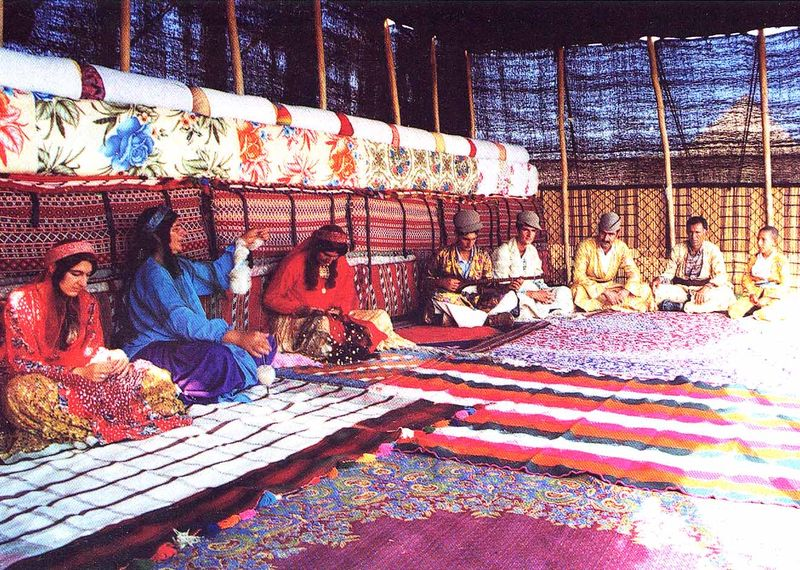
In einem Qaschqaizelt

Die Qaschqai, Kaschkai, Kaschqai oder Kaschgai (persisch قشقائی, DMG Qašqāʾī, aserbaidschanisch قشقایی Qaşqay; im Deutschen auch Ghaschghai  und international auch Qashqai und Qashqāï) sind ein Stammesverband und ein turksprachiges Volk im Süden Irans, vor allem in der Provinz Fars. Dem politischen Stammesbund der Qaschqai traten im Laufe der Zeit auch Kurden, Luren, Perser und arabischstämmige Iraner bei. Von Bedeutung ist ihre Teppichproduktion (→Perserteppiche).

## Siedlungsraum
Bei der Volkszählung 1982 wurden rund 200.000 Angehörige der Qaschqai erfasst. Anderen Angaben zufolge bestanden die Qaschqai um 1980 aus 30.000 Familien, was etwa 400.000 Menschen entsprach. Das internationale linguistische Sammelwerk des Summer Institute of Linguistics „Ethnologue“ schätzte 1997 ihre Zahl auf 1,5 Millionen. Laut der Volkszählung von 2015 betrug die Gesamtanzahl der Qaschqai Ethnie zwischen 1.6 und 2,5 Millionen. Das Volk siedelt vor allem in der iranischen Provinz Fars, also im Südwesten des Landes und lebt teilweise nomadisch. In den Sommermonaten leben sie mit ihren Herden im Zagros-Gebirge und in den Wintermonaten im südlichen Teil der Provinz. Ihr politisches Zentrum ist die Stadt Schiras.

## Sprache und Religion
Die qaschqaische Sprache (Eigenbezeichnung oft Turki „Türkisch“) ist dem Südaserbaidschanischen, das heißt, mit der in Iran gesprochenen Variante des Aserbaidschanischen, nah verwandt. Aufgrund der iranischen Politik beherrschen nahezu alle Qaschqai auch die persische Sprache.
Die Qaschqai gehören fast ausschließlich der Zwölferschia an. Einzelne Stammessplitter bekennen sich zur christlichen Religion. Der Glaube der Qaschqai ist mit archaischen Elementen durchsetzt, die Vorschriften des Islam werden weniger streng befolgt als anderswo.

## Kultur und Gesellschaft

### Stämme
Die Qaschqai bilden eine Stammesgesellschaft. Sie bestehen aus Stämmen, deren wichtigste und größte die Dare Schuri, Schisch Baluki, Farsimadan, Kaschkuli und Amaleh sind. Letztere stellten traditionell den obersten Führer, den Ilkhan.
Weitere kleinere Stämme sind Karadscha, Rahimi und Safi Khani. Insgesamt gibt es rund 30.000 Familien im traditionellen Sinne. Die Stämme zerfallen wiederum in Familienverbände, die zwischen 40 und 200 Zelte umfassen.

### Traditionelle Gesellschaftsstruktur
Die traditionelle Gesellschaft der Qaschqai war in fünf Klassen eingeteilt: Die Herrschaftsschicht, der die Ilkhane angehören, die Schicht der Stammesführer oder Kalantar, die Führer der Familienverbände, die einfachen Stammesangehörigen und schließlich die niedere Kaste, zu der unter anderem die Handwerker zählten.
Töchtern einer Schicht war die Heirat nur mit Angehörigen mindestens gleich hoher Schichten gestattet. Die Monogamie war die Regel. Ehen wurden arrangiert, der Brautpreis bestand aus Schafen, Pferden oder einer Geldsumme (Bashluq). Die Ehe wurde mündlich geschlossen, der Mann besaß das Recht, sie aufzulösen. Im Scheidungsfalle war die Mitgift zu erstatten. Besitz vererbte sich nur in männlicher Linie. Die Versorgung einer Witwe oblag der Familie ihres verstorbenen Gatten.

### Heutige soziale Situation
Heute führt nur noch eine Minderheit der Qaschqai eine nomadische Lebensweise. In der iranischen Volkszählung von 1998 wurden in der Provinz Fars noch zwischen 145.000 (Winterquartier) und 170.000 (Sommerquartier) Nomaden erfasst. Die überwiegende Mehrzahl ist somit sesshaft geworden, was nur von wenigen bedauert wird. Wenn damit auch viele Beschwerlichkeiten weggefallen sind, bleiben doch große soziale Probleme bestehen: Die Arbeitslosigkeit liegt zwischen offiziellen 20 % und inoffiziell geschätzten 35 %. Soziale Sicherungssysteme sind unterentwickelt, viele Familien haben mangels Krankenversicherung nur schwer Zugang zu ärztlicher Versorgung. Viehzucht und Saisonarbeit sind die wichtigsten Erwerbsquellen, eine große Rolle spielt zudem die Teppichknüpferei, die vor allem von jungen Frauen in Heimarbeit betrieben wird.

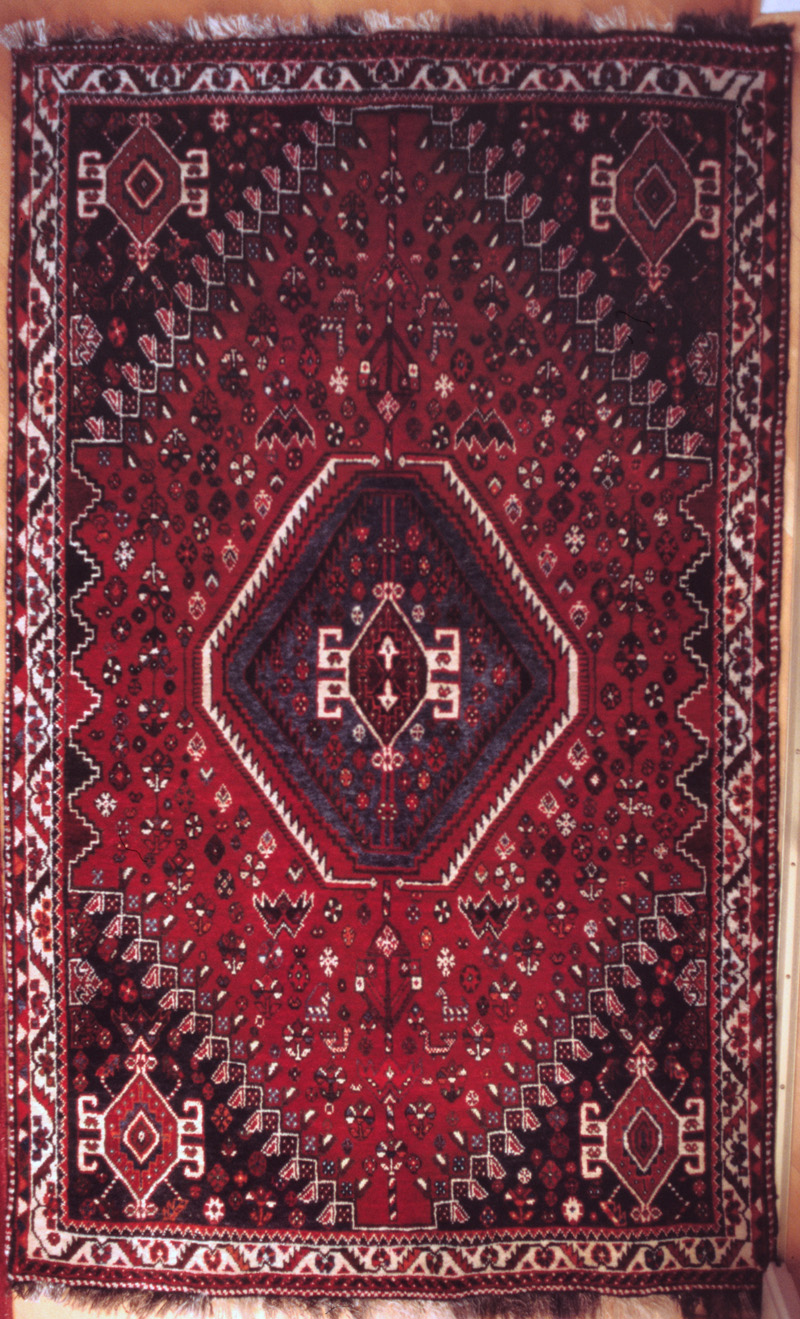
Qaschqai-Teppich mit dem verbreiteten „Hebatlu“-Motiv

### Teppichkunst
Die Herstellung von Teppichen besitzt bei den Qaschqai eine jahrhundertelange Tradition. Unter der handwerklichen Produktion der Provinz Fars gelten die Qaschqai-Teppiche als die feinsten, weshalb auch andere Schiras-Ware besserer Qualität unter ihrem Namen verkauft wird. Alte, von Nomaden hergestellte Qaschqai-Teppiche sind stets auf Wollkette geknüpft. Ihr Muster ist zwar annähernd symmetrisch, aber leicht unregelmäßig, da es nicht nach einer Vorlage, sondern aus der spontanen Vorstellung des Knüpfers entstand. Moderne Teppiche werden heute von sesshaften Knüpfern zumeist auf Baumwollkette gefertigt. Sie sind zwar feiner, aber weniger ausdrucksstark, da starrer im Muster. Von herausragender handwerklicher Qualität sind die Kaschkuli-Teppiche, die auch heute noch mit Naturfarben gefärbt werden. Besonders typische Qaschqai-Teppiche verwenden das „Hebatlu“-Motiv mit vier hakenbesetzten Rauten in den Ecken und einer in der Mitte. Das Innenfeld ist von zahlreichen kleinen stilisierten Pflanzenelementen und auch Tierdarstellungen übersät. Dominante Farben sind Rot und Dunkelblau.
Die Teppiche von Fars, insbesondere die der Qaschqai, enthalten häufig das heraldische Motiv der in Fars angeblich noch in den 1960er Jahren gesichteten Persischen Löwen.

### Tracht

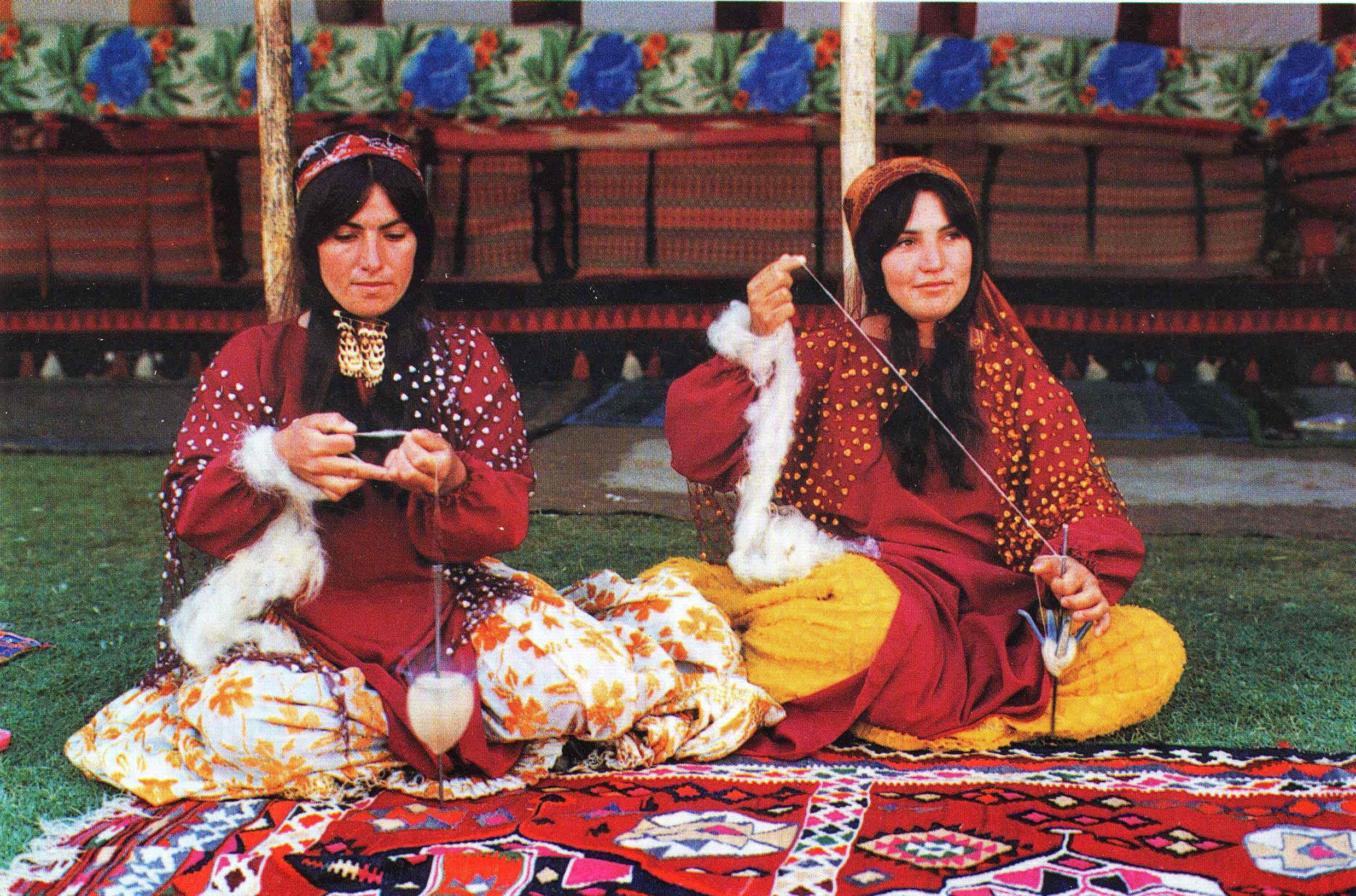
Kaschkuli-Qaschqai-Frauen beim Spinnen in traditioneller Tracht

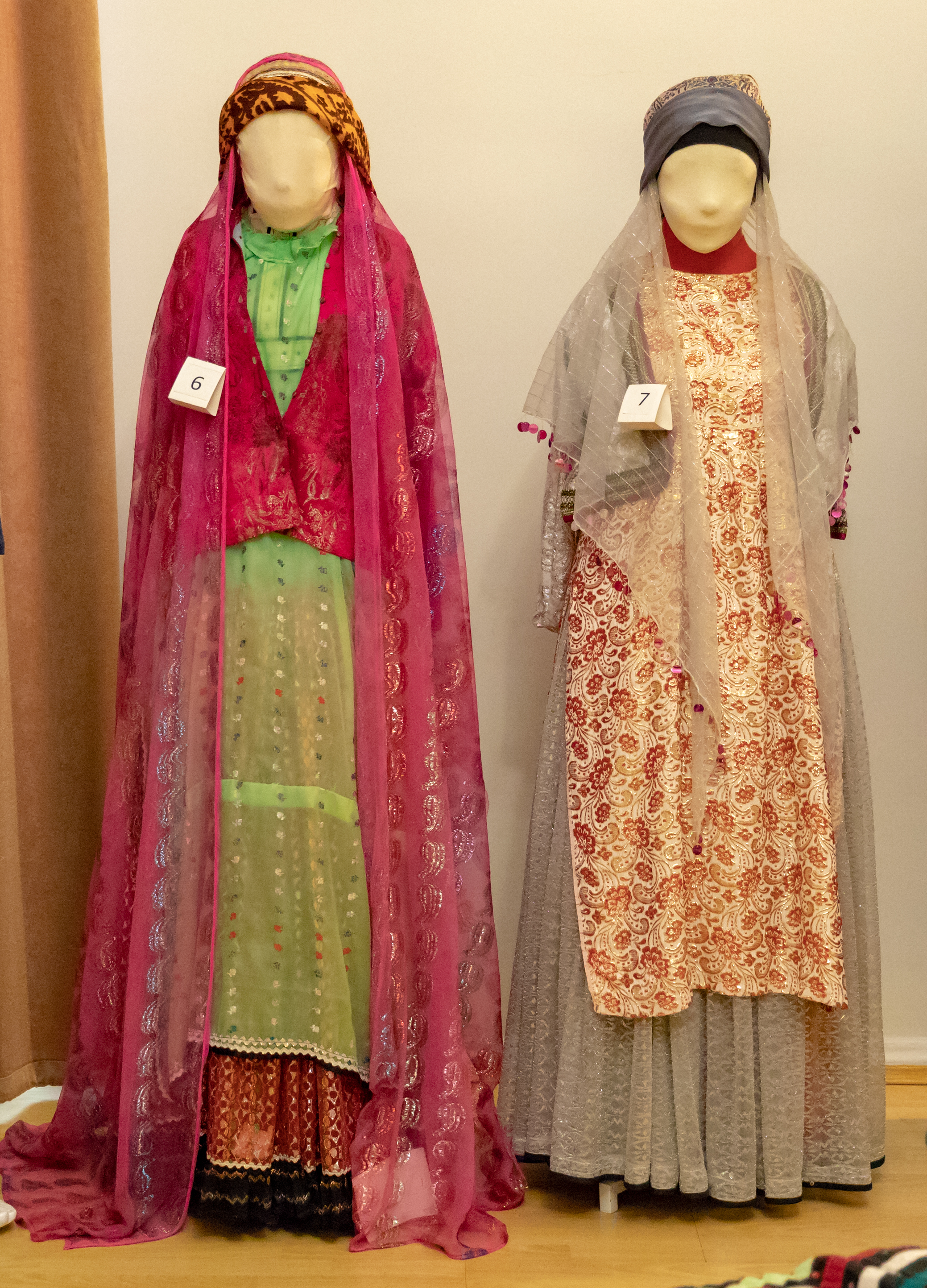
Tracht der Qaschqai

Zur traditionellen Bekleidung der Qaschqai-Frauen gehören wogende, übereinander getrockene Unterröcke.

## Geschichte

### Von den Ursprüngen bis zum ersten Ilkhan

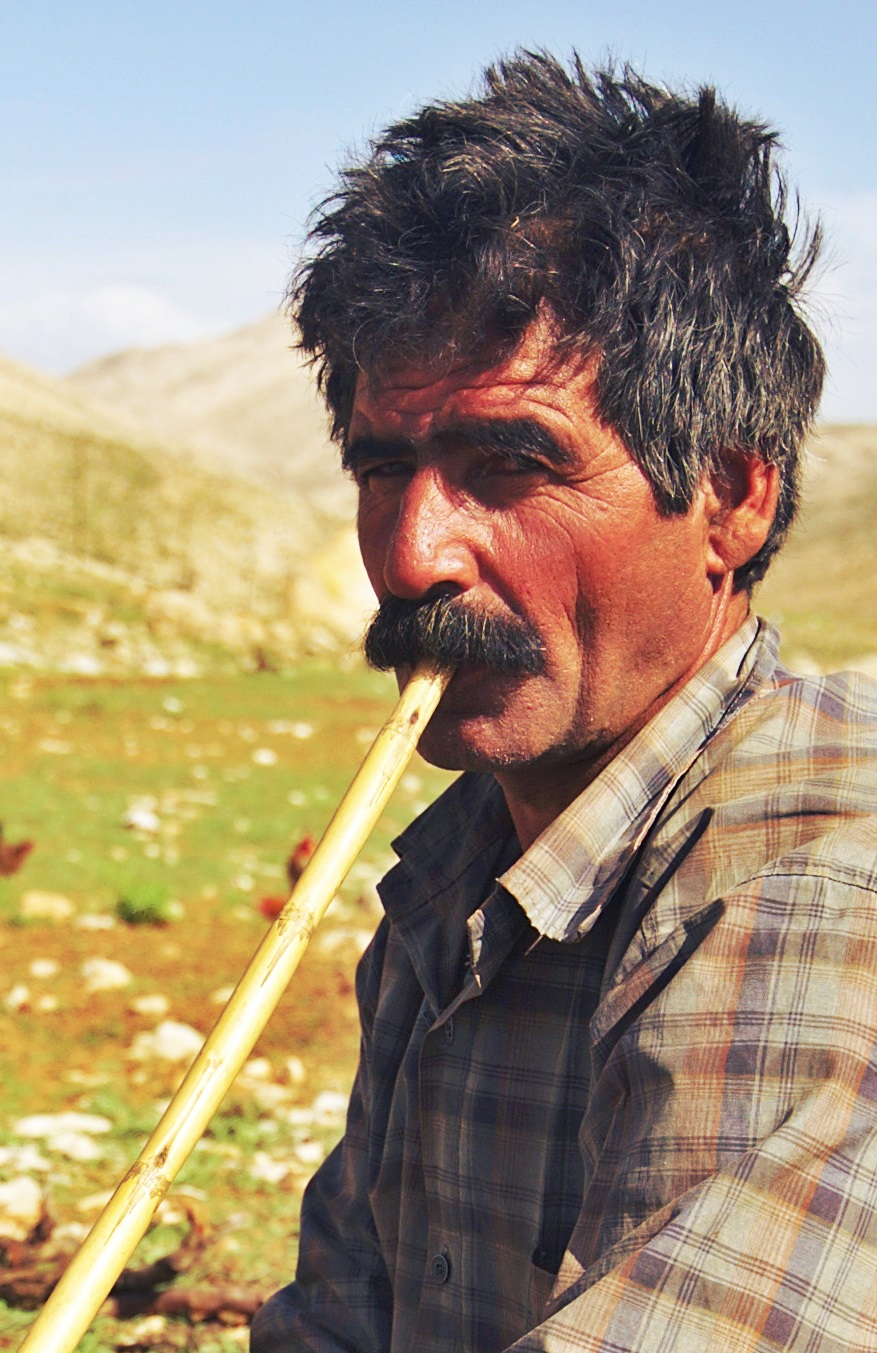
Qaschqai-Nomade aus Sepidān mit Wasserpfeife (hookah).

Die Vorfahren der heutigen Qaschqai kamen vermutlich im Zuge der oghusischen Wanderung im 11. Jahrhundert nach Iran. Sie gehen mutmaßlich auf den Stamm der Khaladsch zurück. Zunächst siedelten sie in der nordwestpersischen Provinz Ardabil. Im 15. Jahrhundert gehörten sie zum Staatsverband des Timur Leng und im Anschluss daran zur Stammesföderation der Schwarzen Hammel. Spätestens seit Anfang des 16. Jahrhunderts leben die Qaschqai in der Provinz Fars. Dass sie erst von Schah Ismail I. dorthin entsandt wurden, um den sich dort festsetzenden Portugiesen entgegenzuwirken, ist weniger wahrscheinlich. Vielmehr scheinen ihre Sommerquartiere schon im frühen 14. Jahrhundert in der Nähe der heutigen gelegen zu haben. Erster belegter Stammesführer der Qaschqai war Amir Gazi Schahilu, der im 16. Jahrhundert lebte. Er scheint Ismail I. bei der Etablierung des Schiismus als iranischer Religion unterstützt zu haben.
Wirkliche politische Bedeutung erlangte der Stammesverband erst im 18. Jahrhundert. Der Legende nach nahmen die beiden Söhne des damaligen Qaschqai-Khans Jani Agha am Indienfeldzug Nadir Schahs teil, gerieten jedoch mit ihm in Konflikt. In dessen Folge wurden die Qaschqai in die Provinz Chorasan vertrieben. Unter der Herrschaft von Karim Khan-e Zand wurde ihnen die Rückkehr erlaubt, und Jani Aghas Sohn Ismail Khan stieg zum Herrscher über die Stämme der Provinz Fars auf. Er galt als enger Vertrauter des Schahs. Nach Karim Khans Tod 1779 kam es zu kriegerischen Auseinandersetzungen um seine Nachfolge, in die auch die Qaschqai verwickelt wurden. Der Zand-Prinz Ali Murad Khan ließ Ismail Khan hinrichten. Dessen Sohn und Nachfolger Jani Khan unterstützte den im Kampf um die Thronfolge später ebenfalls unterlegenen Dschafar Khan. Nach der Einnahme von Schiras durch die Truppen des Aga Mohammed Khan 1788 begann dieser einen Feldzug gegen die Qaschqai, die jedoch gewarnt worden waren und sich ins Zagros-Gebirge zurückzogen. Nach der Ermordung Dschafar Khans 1789 unterstützte Jani Khan dessen Sohn, den letzten Zand-Prinzen Lotf Ali Khan. Nach dessen Niederlage 1794 musste Jani Khan wieder ins Gebirge fliehen, wo er sich bis zum Tod Aga Mohammed Khans 1797 versteckt hielt. Dieser vertrieb aus Rache Teile der Qaschqai in den Norden Persiens. Auf der anderen Seite schlossen sich zugleich zahlreiche lurische und kurdische Stämme, die ebenfalls unter Karim Khan in die Provinz Fars gekommen waren, dem Stammesverband der Qaschqai an. 1818/19 erhielt Jani Khan als erster den Titel eines Ilkhans, den seither alle Führer der Qaschqai führten.

### Das 19. Jahrhundert
Nach seinem Tod 1823/24 folgte ihm sein Sohn Mohammed Ali Khan. Aufgrund seiner schwachen Konstitution leitete dieser seine Amtsgeschäfte überwiegend aus seinem Palast in Schiras. Es gelang ihm dennoch, seine Macht auch auf andere bedeutende Stämme der Region auszuweiten. Ferner knüpfte er über arrangierte Ehen Verbindungen zur Dynastie der Kadscharen – einer seiner Söhne heiratete eine Schwester des Herrschers Mohammed Schah. Dieser zwang ihn allerdings 1836 an den Hof in Teheran, wo er bis zum Tod des Schahs 1848 verbleiben musste. Nach Schiras zurückgekehrt, starb er 1852. Ihm folgte sein Bruder Mohammed Kuli Khan. Der neue Herrscher in Teheran, Nāser ad-Din Schah, stärkte die Zentralgewalt und sagte der Autonomie der Stämme den Kampf an. Der Ilkhan stand in Schiras quasi unter Arrest, und auf Betreiben Teherans spalteten sich die Bahārlu, Aynallu, Nafar und Baschiri sowie arabische Verbände ab, um den Stammesverband der Khamseh („Die Fünf“) zu gründen.
Auf Mohammed Kuli Khan folgte 1867/68 sein wenig fähiger Sohn Sultan Mohammed Khan. Dieser zeigte sich der großen Herausforderung durch die dramatische Hungersnot zu Beginn der 1870er Jahre nicht gewachsen und zog sich 1871/72 aus seiner aktiven Rolle zurück. Der Verband der Qaschqai begann zu zerfallen, etwa 5000 Familien schlossen sich den Bachtiaren an und ebenso viele den Khamseh. Es kam häufig zu räuberischen Übergriffen gegenüber der sesshaften Bevölkerung. Diese Periode der Anarchie und des Zerfalls endete erst 1904, als Ismail Khan Sowlat al-Dowla neuer Ilkhan wurde. Unter der Herrschaft Mozaffar ad-Din Schahs (1896–1907) verlor die Zentralgewalt an Einfluss über die Provinzen. Sowlat al-Dowla dominierte das Hinterland, während sein Erzrivale Kawam al-Mulk von den konkurrierenden Kawami in Schiras herrschte. In der Konstitutionellen Revolution gehörten die Kawami zum Lager der Royalisten, woraufhin die Qaschqai die Konstitutionellen unterstützten. Als 1909 nach der Einnahme Teherans durch die Bachtiaren der elfjährige Ahmad Schah Kadschar eingesetzt wurde, gründeten die Qaschqai zusammen mit dem Scheich von Mohammerah und dem Wali von Ilam die gegen die Bachtiaren und die mit ihnen verbündeten Kawami gerichtete Südallianz. Hierdurch fühlten sich die Briten bedroht, die 1908 ihre erste Ölkonzession in der Provinz Chuzestan erhalten hatten (→ Anglo-Persian Oil Company). Sie machten Sowlat al-Dowla für den hohen Wegezoll verantwortlich, der auf der Straße von Buschehr nach Schiras gefordert wurde. Am 19. Oktober 1910 gingen britische Marinetruppen bei Buschehr an Land und besetzten Schiras. Die Unruhen in der Provinz Fars kulminierten im Juli 1911, als Qaschqai-Kämpfer zusammen mit regierungstreuen Truppen des Provinzgouverneurs Stellungen der Kawami in Schiras angriffen. Der britische Druck zwang die Ilkhane aber im September 1911 zum Rückzug von der Szene. Im gleichen Jahr wurde die Zahl der Qaschqai auf 200.000 geschätzt.

### Erster Weltkrieg und Herrschaft Reza Pahlavis
Im Ersten Weltkrieg wurde die Provinz Fars wiederum zum Schauplatz von Auseinandersetzungen (→ Erster Weltkrieg in Persien). Nachdem sich die von Enver Pascha gehegten Träume einer Erhebung der Turkvölker Irans gegen die Engländer (→ Panturkismus) zerschlugen, betraute Deutschland den Diplomaten Wilhelm Wassmuss, vormals Konsul in Buschehr, mit der Aufgabe, die südpersischen Stämme zum Widerstand gegen die Briten anzuhalten. Er stellte dem antibritisch gesinnten Sowlat al-Dowla Unterstützung durch eine türkische Invasion Westpersiens in Aussicht. Im Mai 1918 griffen Qaschqai-Kämpfer eine Abteilung der britisch geführten South Persian Rifles Schutztruppe an. Britische Einheiten kamen zu Hilfe und brachten den zahlenmäßig überlegenen Qaschqai eine entscheidende Niederlage bei.
Die Herrschaft Reza Schah Pahlavis (1925–1941) brachte den Qaschqai eine Periode der Unterdrückung. 1926 wurden Sowlat al-Dowla und sein ältester Sohn Nasir Khan in den Madschles, das iranische Parlament, berufen. Faktisch wurden sie damit jedoch zu Gefangenen des Schahs. Sie wurden zur Zusammenarbeit mit der Zentralregierung gezwungen, deren Ziel die Entwaffnung der Qaschqai-Stämme war. Schließlich wurden beide nach Entzug ihrer parlamentarischen Immunität inhaftiert. Den Stämmen wurden Militärgouverneure aufgezwungen, man unterwarf die Qaschqai der Wehrpflicht und neuen Steuergesetzen, wobei die Steuereintreiber häufig korrupt waren. Im Frühjahr 1929 entlud sich der aufgestaute Unmut der Nomaden in einer breiten Rebellion in Südpersien, in welcher die Qaschqai eine führende Rolle spielten. Nach einigen Monaten Kampf unterzeichnete die Regierung ein Friedensabkommen. Sie setzte den Ilkhan und seinen Sohn wieder in den Madschles ein, zog die Militärgouverneure aus den Stammesgebieten zurück und verabschiedete eine allgemeine Amnestie. Dennoch blieb Reza Schah bei seinem Ziel, den Stammesherrschaften ein Ende zu bereiten. Nach den Luren, den Kurden und den Arabern traf es schließlich auch die Qaschqai. Eine erneute Rebellion im Jahr 1932 war erfolglos. 1933 kam Sowlat al-Dowla im Gefängnis zu Tode. Kurz darauf schnitt die Armee die Migrationswege der Qaschqai ab, um sie zur Sesshaftigkeit zu zwingen. Diejenigen, die im Gebirge blieben, litten unter starken Unterdrückungsmaßnahmen. Die Stammesältesten wurden durch unfähige Gefolgsleute der Regierung ersetzt. Ihnen wurde der Zugang zu den Brunnen verwehrt, ihre Herden wurden dezimiert, und ihr Besitz wurde beschlagnahmt. Viele Nomaden wurden so zu Landarbeitern, oder sie kamen im Straßen- und Eisenbahnbau unter. Als Siedlungsgebiete blieben ihnen jedoch nur ungesunde, teils malariaverseuchte Regionen.
Nachdem die Bestrebungen von Reza Schah Pahlavi nicht „fruchteten“, kehrten die meisten Qaschqai in ihre alte nomadische Lebensweise zurück. Der Druck auf die Qaschqai, sie sesshaft werden zu lassen, hatte Anfang der neunzehnhundertsechziger Jahre wieder zugenommen, wurde durch die Landreform von 1963 verstärkt und führte zu Aufständen gegen die Regierung in Süd-Fars, die gegen Ende der achtziger Jahre militärisch niedergeschlagen wurden. Viele Tausende Qaschqai-Nomaden blieben dennoch nomadisch.

### Zweiter Weltkrieg und Irankrise
Nach dem Sturz des mit dem nationalsozialistischen Deutschland sympathisierenden Reza Pahlavis durch die Anglo-sowjetische Invasion Irans kamen der seit 1933 inhaftierte Nasir Khan und sein Bruder Chosrow Khan frei und kehrten unverzüglich in die Stammesgebiete zurück. Nasir Khan erklärte sich zum Ilkhan und sorgte für eine Wiederaufnahme der jahreszeitlichen Wanderungen. Die Stammesgebiete gewannen eine weitgehende Autonomie. So weigerte sich Nasir Khan, Steuern an Teheran zu zahlen. Seine Abneigung gegen die Briten trieb ihn in eine Allianz mit den Deutschen. Bernhardt Schulze-Holthus, Agent der Abwehr, wurde ab dem Frühsommer 1942 militärischer Berater in Firuzabad. Auf britisches Drängen entsandte die Zentralregierung im Frühjahr 1943 Truppen in den Süden des Landes. Es kam zu zahlreichen Zusammenstößen mit den Qaschqai und anderen abtrünnigen Stämmen. Nach mehreren verlustreichen Niederlagen schloss die Regierung mit Nasir Khan einen Waffenstillstand, der den Qaschqai ihre Autonomie und ihre Bewaffnung zusicherte. Im Gegenzug durften u. a. in Firuzabad persische Garnisonen errichtet werden. 1943 kehrten Nasirs Brüder Malek Mansur Khan und Mohammed Hussein Khan aus dem deutschen Exil zurück nach Iran. Sie wurden jedoch von den Briten festgesetzt und 1944 gegen Schulze-Holthus ausgetauscht, dessen Anwesenheit für Nasir Khan eine Belastung geworden war.
1946 kam es erneut zu einer Erhebung der Stammesbünde in Südpersien. Dieses Mal wurde sie von der Zentralregierung unter Ministerpräsident Ahmad Qavām instrumentalisiert, die Unterstützung in ihrem Widerstand gegen sowjetische Einflussnahme suchte (→ Irankrise). Nasir Khan sah wiederum die Chance, als Führer einer großen antisowjetischen Koalition in der iranischen Politik eine wichtige Rolle zu erhalten. Zugleich versuchte er, die Lebensbedingungen in der Provinz Fars zu verbessern. Eine im September 1946 einberufene Konferenz der Stammesführer und religiösen Oberhäupter forderte unter anderem, Provinzparlamente zu bilden, die Repräsentation im Madschles zu verbessern und zwei Drittel der Steuereinnahmen der Provinz zugutekommen zu lassen. Als diese Forderungen zurückgewiesen wurden, erhoben sich die Stämme zwischen Chuzestan und Kerman. Qaschqai-Kämpfer besetzten die Städte Abadeh und Kazerun und drangen in die Außenbezirke von Schiras vor. Das Kalkül der Regierung ging auf, im Oktober wurden die der prosowjetischen Tudeh-Partei angehörenden Minister entlassen. Der Ministerpräsident Ahmad Qavām gab den meisten Forderungen der aufständischen Stämme nach, und Chosrow Khan wurde als Mitglied der Iranischen Demokratischen Partei Qavāms als Vertreter der Qaschqai in den Madschles gewählt. Das Parlament verwarf die sowjetischen Ölkonzessionen in Iran, und die unter sowjetischem Schutz stehende kurdische Republik Mahabad wurde liquidiert.

### Nachkriegszeit und Islamische Revolution
Die Jahre 1945–1953 brachten den Qaschqai eine Blütezeit. Sie genossen unter Führung der „Vier Brüder“, Sowlat al-Dowlas Söhnen, nahezu vollständige Autonomie. Nasir Khan und Malek Mansur Khan waren Stammesführer in der Provinz Fars, während Mohammed Hussein Khan und Chosrow Khan deren Interessen in Teheran vertraten. 1953 unterstützten sie den Ministerpräsidenten Mohammad Mossadegh in seinem Versuch, den Schah Mohammad Reza Pahlavi zu stürzen (→ Nationale Front). Nach Mossadeghs Inhaftierung im Zuge der Operation Ajax drohten Qaschqai-Truppen mit der Besetzung von Schiras, um die neue Regierung unter Fazlollah Zahedi zur Freilassung Mossadeghs zu bewegen. In der Folge wurden die Vier Brüder 1954 ins Exil gezwungen und ihr Besitz beschlagnahmt. Im Anschluss erhöhte die Regierung den Druck auf die Nomaden, sesshaft zu werden. Viele Stammesangehörige ließen sich in den Städten nieder, um in Fabriken oder der Ölindustrie zu arbeiten. Mit der traditionellen Lebensweise zerfielen auch die politischen Strukturen der Qaschqai. Im Zusammenhang mit der Weißen Revolution erklärte die Regierung 1963 schließlich die Stammesstrukturen für aufgehoben, den verbleibenden Khanen wurden ihre Rechte aberkannt. Malek Mansur Khan und Mohammed Hussein Khan durften sogar nach Iran zurückkehren, die Provinz Fars blieb ihnen allerdings verboten. Sozial ergaben sich allerdings auch Verbesserungen für die Qaschqai-Nomaden. So brachten ihnen mobile Lehrkräfte große Fortschritte bei der Alphabetisierung.
An den Demonstrationen, die 1979 zum Sturz des Schahs führten, nahmen auch viele Qaschqai teil. Im Zuge der Islamischen Revolution konnten Nasir Khan und Chosrow Khan nach Iran zurückkehren. Sie standen zunächst dem neuen Regime unter Ajatollah Chomeini nahe. Dies änderte sich aber schnell, als die theokratische Regierung einen straffen Zentralisierungskurs einschlug. Chosrow Khan wurde beschuldigt, ein Agent der CIA zu sein. Als die Revolutionsgarde im Juni 1980 versuchte, ihn in Teheran zu inhaftieren, kam es zum Bruch zwischen den Qaschqai und der Zentralgewalt. Chosrow Khan floh nach Firuzābād, wo er zusammen mit Nasir Khan den Widerstand organisierte. Mit 600 Qaschqai-Kämpfern errichteten sie ein befestigtes Lager im nahen Gebirge, das sie zwei Jahre lang gegen die Angriffe der Revolutionsgarden verteidigten. Ein nächtlicher Überraschungsangriff von mit Hubschraubern herantransportierten Revolutionsgardisten zwang die Qaschqai schließlich im April 1982 zur Aufgabe ihrer Stellung und zum Rückzug ins Hochgebirge unter Zurücklassung ihres Materials. Als einige Tage später Abdullah Khan, ältester Sohn Nasir Khans und einziger Arzt, einem Herzinfarkt erlag, gab Nasir Khan den Widerstand auf. Mit kurdischer Hilfe konnte er im Mai 1982 aus Iran fliehen. Im Juli 1982 schloss Chosrow Khan mit der Regierung ein Abkommen zur Beendigung des Aufstands. Im September verurteilte ihn ein Revolutionsgericht in Schiras zum Tode. Das Urteil wurde am 8. Oktober 1982 öffentlich vollstreckt. Andere Anführer der Qaschqai, unter ihnen auch Malek Mansur Khan, wurden ebenfalls inhaftiert. Mit dem Tod Nasir Khans als letztem Ilkhan im Januar 1984 endet die Geschichte des Qaschqai-Stammesbundes.